# تانتلی آندریاناریوو
تانتلی آندریاناریوو (انگلیسی: Tantely Andrianarivo; ۲۵ مهٔ ۱۹۵۴ – ۳۱ اوت ۲۰۲۳) سیاست‌مدار اهل ماداگاسکار بود. وی از ۲۳ ژوئیه ۱۹۹۸ تا ۳۱ مه ۲۰۰۲ نخست‌وزیر این کشور بود.
تانتلی آندریاناریوو در ۳۱ اوت ۲۰۲۳، در سن ۶۹ سالگی در پاریس درگذشت.